# Grön lundlav
Grön lundlav (Bacidia viridifarinosa) är en lavart som beskrevs av Coppins & P. James. Grön lundlav ingår i släktet Bacidia och familjen Ramalinaceae.  Arten är reproducerande i Sverige. Inga underarter finns listade i Catalogue of Life.